# Tien-Oula
Tien-Oula est un village situé dans l'ouest de la Côte d'Ivoire, en pays Guéré, sur la route nationale A6, à l'est de la ville de Duékoué . Tien-Oula se traduit littéralement par la haine a chuté, ce qui se dit dans un français conventionnel apaisement.
À l'origine, le village est de culture et de tradition Wê, de religion Animiste. Toutefois, les Guérés, peuple autochtone de Tien-Oula, se sont progressivement convertis au catholicisme, sans pour autant renoncer au rites vaudous, spécificité de l'animisme. Par ailleurs des musulmans du nord du pays (Dioula Sénoufos Malinkés), et des états frontaliers (Burkina Faso, Mali, Guinée) sont venus s'y installer, agrandissant ainsi le village. Il est important de rappeler, malgré ce dernier fait, que, par accoutumance, le chef du village est toujours choisi dans une famille de guéré. [réf. souhaitée]
Les familles ayant comme patronyme Déhé, Bohozon, Oulaï, Dié sont en partie originaires de ce village.[réf. souhaitée]